# Мия Уоллес
Мия Уоллес (англ. Mia Wallace) — персонаж фильма Квентина Тарантино «Криминальное чтиво» (1994), которого сыграла Ума Турман. Для актрисы эта роль стала творческим прорывом и принесла ей номинацию на «Оскар». Мия Уоллес стала культурной иконой.

## Кастинг и создание образа
В начале работы над «Криминальным чтивом» Квентин Тарантино и студия Miramax считали приоритетными кандидатами на роль Мии Уоллес Изабеллу Росселлини и Мег Райан. Кроме них рассматривались Дэрил Ханна, Джоан Кьюсак, Холли Берри, Джулия Луис-Дрейфус, Холли Хантер, Элфри Вудард, Мишель Пфайфер. Прослушивание прошли Кейт Бекинсейл и Розанна Аркетт (сестра Патрисии Аркетт), которая в итоге сыграла Джоди. В списке гипотетических кандидатов, составленном Тарантино, были Вирджиния Мэдсен, Мариса Томей, Патрисия Аркетт (приоритетная кандидатура), Алфи Вудард, Дженнифер Билс, Пэм Грир, Фиби Кейтс, Бриджит Фонда, Жасмин Гай, Анджела Бассетт, Аннетт О’Тул, Дебра Уингер, Робин Райт, Мег Тилли, Синда Уильямс и Н’Буш Райт, но не было Умы Турман.
Агент Умы Турман Джей Молони, прочитав сценарий, решил, что эта роль идеально подходит для его клиентки. Турман не разделяла его уверенность, так как сочла сценарий пугающим и вульгарным. Тем не менее она встретилась с Тарантино в Лос-Анджелесе, а потом в своей нью-йоркской квартире, где состоялся многочасовой разговор. Из всех кандидаток Тарантино встретился только с ней. В конце концов роль Мии досталась Турман.
Внешность Мии создавалась по образу и подобию актрисы Анны Карины, видной фигуры французской новой волны и музы Жан-Люка Годара. Дизайнер костюмов Бетси Хайманн создала костюм для Мии, как если бы она была персонажем фильма «Бешеные псы». Элементами одежды были бренды наподобие Шанель, чтобы подчеркнуть, что Мия — девушка богатого криминального босса. Гримёры и художники по костюмам вдохновлялись ещё и образами звёзд немого кино. Отчасти Мия напоминает (внешностью и характером) Эльвиру Хэнкок, героиню Мишель Пфайфер в фильме Брайана де Пальмы «Лицо со шрамом».

## Роль в сюжете
В фильме Мия Уоллес — жена криминального авторитета Марселласа Уоллеса; до замужества она была начинающей актрисой, но сериал Fox Force Five с её участием не был одобрен после съёмок пилотного эпизода. Уезжая на время из города, Марселлас поручил одному из своих подручных, Винсенту Веге, провести вечер с Мией, чтобы она смогла развлечься. Мия и Винсент посещают ресторан Jack Rabbit Slim’s, там участвуют в танцевальном конкурсе, а потом едут к Мие домой с кубком победителей. Существует версия, что они не выиграли конкурс, а кубок просто украли. Об этом говорится в новостях по радио, звучащих в эпизоде, когда боксёр Бутч возвращается домой за часами. Дома Мия принимает дозу героина, думая, что это кокаин, и теряет сознание от передозировки. Винсент везёт её к своему другу Лэнсу (торговцу наркотиками) и там делает инъекцию адреналина в сердце, спасая ей таким образом жизнь.
В других эпизодах фильма Мия только ненадолго появляется на экране, не играя заметной роли в действии. В начале картины из разговора Винсента с его напарником Джулсом выясняется, что Марселлас сбросил с четвёртого этажа гангстера, делавшего Мии массаж ступней.

## Рэвен МакКой
Рэвен МакКой — персонаж Мии в сериале «Fox Force Five». По сюжету она была самой смертоносной в мире женщиной с ножом, которую воспитали циркачи, и которая знает много старых анекдотов от своего дедушки, артиста водевиля.

## Оценки и культурное влияние
Актёрская работа Умы Турман заслужила похвалы критиков. Актриса была номинирована на «Оскар» и на «Золотой глобус».
В 2014 году на 20-летний юбилей выхода «Криминального чтива» по мотивам фильмов Тарантино была поставлена пьеса. В ней Мию Уоллес играли Румер Уиллис (дочь Брюса Уиллиса), Линдси Горт и Джинифер Кинг. В чтении сценария «Криминального чтива» в 2014 году Мию сыграла Лиззи Каплан.